# Monica Niculescu
Monica Niculescu (ur. 25 września 1987 w Slatinie) – rumuńska tenisistka, finalistka Wimbledonu 2017 w grze podwójnej, reprezentantka kraju w Pucharze Billie Jean King.

## Kariera tenisowa
Pierwszy tytuł w grze pojedynczej wygrała we Florianópolis w 2013 roku, kiedy w finale pokonała Olgę Puczkową wynikiem 6:2, 4:6, 6:4. Prócz tego osiągała także finały w Luksemburgu w 2011 oraz w 2012 roku. Łącznie w singlu wygrała 3 turnieje WTA, a 5 razy przegrywała w finałach. Oprócz tego wygrała jeden turniej z cyklu WTA 125.
Swój pierwszy tytuł w grze podwójnej zdobyła podczas turnieju w Budapeszcie w 2009 roku. Kolejny zwycięski finał miał miejsce w Hobart w 2012 roku, kiedy w parze z Iriną-Camelią Begu pokonały Chuang Chia-jung oraz Marinę Erakovic. Kolejny triumf osiągnęła na początku sezonu 2014 w Shenzhen. W grze podwójnej wygrała w dziesięciu turniejach (po dwa razy w parach z Iriną-Camelią Begu i Klárą Zakopalovą oraz po razie w parze z Alisą Klejbanową, Vanią King, Yaniną Wickmayer, Sanią Mirzą, Hsieh Su-wei i Anną-Leną Friedsam), a także dwadzieścia trzy razy przegrywała w finałach. Wygrała też jeden turniej z cyklu WTA 125 z dwóch rozegranych finałów.

## Historia występów wielkoszlemowych
Legenda
     W, wygrany turniej
     F, przegrana w finale
     SF, przegrana w półfinale
     QF, przegrana w ćwierćfinale
     xR, przegrana w x rundzie
     Qx, przegrana w x rundzie kwalifikacji
     A, brak startu
     NH, turniej nie odbył się

### Występy w grze pojedynczej
| Australian Open        | A   | A   | A   | A   | A   | A   | 1R | 2R  | 1R | 3R | 3R | 1R | 3R | 1R | 2R | 1R  | 1R | 1R  | 1R  | Q1  | A | A   | 0 / 13 | 8 – 13  |  |  |
| French Open            | A   | A   | A   | A   | A   | A   | 1R | 1R  | Q3 | 1R | 1R | 1R | 2R | 1R | 1R | 1R  | A  | A   | 1R  | Q3  | A | A   | 0 / 10 | 1 – 10  |  |  |
| Wimbledon              | A   | A   | A   | A   | A   | A   | 2R | 1R  | 2R | 2R | 1R | 1R | 1R | 4R | 2R | 1R  | 1R | 2R  | NH  | 1R  | A | A   | 0 / 13 | 8 – 13  |  |  |
| US Open                | A   | A   | A   | A   | A   | A   | 1R | 1R  | 1R | 4R | 1R | 1R | 2R | 2R | 3R | 3R  | 1R | 1R  | A   | Q3  | A | A   | 0 / 12 | 9 – 12  |  |  |
|                        |     |     |     |     |     |     |    |     |    |    |    |    |    |    |    |     |    |     |     |     |   |     |        |         |  |  |
| Ranking na koniec roku | 875 | 451 | 430 | 268 | 222 | 179 | 47 | 101 | 83 | 30 | 58 | 60 | 47 | 39 | 39 | 100 | 78 | 116 | 144 | 267 | – | 944 | 0 / 48 | 26 – 48 |  |  |

### Występy w grze podwójnej
| Turniej                | 2002 | 2003 | 2004 | 2005 | 2006 | 2007 | 2008 | 2009 | 2010 | 2011 | 2012 | 2013 | 2014 | 2015 | 2016 | 2017 | 2018 | 2019 | 2020 | 2021 | 2022 | 2023 | 2024 | 2025 | Tytuły | Z–P     |  |
| ---------------------- | ---- | ---- | ---- | ---- | ---- | ---- | ---- | ---- | ---- | ---- | ---- | ---- | ---- | ---- | ---- | ---- | ---- | ---- | ---- | ---- | ---- | ---- | ---- | ---- | ------ | ------- |  |
| Australian Open        | A    | A    | A    | A    | A    | A    | A    | 2R   | 3R   | 2R   | QF   | 3R   | 2R   | 2R   | 1R   | 1R   | SF   | 3R   | 3R   | 1R   | A    | 3R   | 1R   | 1R   | 0 / 16 | 21 – 16 |  |
| French Open            | A    | A    | A    | A    | A    | A    | 2R   | 3R   | QF   | 3R   | 2R   | 3R   | 2R   | 1R   | A    | A    | A    | A    | 2R   | 3R   | 2R   | 1R   | 3R   |      | 0 / 13 | 18 – 13 |  |
| Wimbledon              | A    | A    | A    | A    | A    | A    | 2R   | 3R   | 2R   | 2R   | 2R   | 1R   | 2R   | 2R   | 1R   | F    | 3R   | 3R   | NH   | 2R   | 1R   | 1R   | A    |      | 0 / 15 | 18 – 15 |  |
| US Open                | A    | A    | A    | A    | A    | A    | 2R   | 3R   | 3R   | 1R   | 1R   | 1R   | 2R   | 2R   | 3R   | 3R   | 2R   | 1R   | A    | QF   | 1R   | 1R   | 1R   |      | 0 / 16 | 15 – 16 |  |
|                        |      |      |      |      |      |      |      |      |      |      |      |      |      |      |      |      |      |      |      |      |      |      |      |      |        |         |  |
| Ranking na koniec roku | 699  | 369  | 485  | 218  | 159  | 131  | 36   | 30   | 30   | 50   | 27   | 70   | 38   | 33   | 19   | 23   | 48   | 47   | 53   | 39   | 47   | 41   | 33   |      | 0 / 60 | 72 – 60 |  |

### Występy w grze mieszanej
| Turniej         | 2002 | 2003 | 2004 | 2005 | 2006 | 2007 | 2008 | 2009 | 2010 | 2011 | 2012 | 2013 | 2014 | 2015 | 2016 | 2017 | 2018 | 2019 | 2020 | 2021 | 2022 | 2023 | 2024 | 2025 | Tytuły | Z–P   |  |
| --------------- | ---- | ---- | ---- | ---- | ---- | ---- | ---- | ---- | ---- | ---- | ---- | ---- | ---- | ---- | ---- | ---- | ---- | ---- | ---- | ---- | ---- | ---- | ---- | ---- | ------ | ----- |  |
| Australian Open | A    | A    | A    | A    | A    | A    | A    | A    | 1R   | 1R   | A    | A    | A    | A    | A    | A    | A    | A    | A    | A    | A    | A    | A    | A    | 0 / 2  | 0 – 2 |  |
| French Open     | A    | A    | A    | A    | A    | A    | A    | A    | 1R   | A    | A    | A    | A    | A    | A    | A    | A    | A    | NH   | A    | A    | A    | A    |      | 0 / 1  | 0 – 1 |  |
| Wimbledon       | A    | A    | A    | A    | A    | A    | A    | 2R   | 2R   | A    | 1R   | A    | A    | A    | A    | A    | A    | A    | NH   | A    | A    | A    | A    |      | 0 / 3  | 2 – 3 |  |
| US Open         | A    | A    | A    | A    | A    | A    | A    | 1R   | A    | A    | A    | A    | A    | A    | A    | A    | A    | A    | NH   | A    | A    | A    | A    |      | 0 / 1  | 0 – 1 |  |
|                 |      |      |      |      |      |      |      |      |      |      |      |      |      |      |      |      |      |      |      |      |      |      |      |      |        |       |  |
|                 |      |      |      |      |      |      |      |      |      |      |      |      |      |      |      |      |      |      |      |      |      |      |      |      | 0 / 7  | 2 – 7 |  |

## Finały turniejów WTA
| Legenda                     | Legenda |
| --------------------------- | ------- |
| Wielki Szlem                |         |
| Igrzyska olimpijskie        |         |
| WTA Tour Championships      |         |
| 1988 – 2008                 |         |
| Kategoria I                 |         |
| Kategoria II                |         |
| Kategoria III               |         |
| Kategoria IV                |         |
| Kategoria V                 |         |
| 2009 – 2020                 |         |
| WTA Premier Mandatory       |         |
| WTA Premier 5               |         |
| WTA Premier                 |         |
| WTA International Series    |         |
| WTA 125K series (2012–2020) |         |
| od 2021                     |         |
| WTA 1000 (obowiązkowe)      |         |
| WTA 1000 (nieobowiązkowe)   |         |
| WTA 500                     |         |
| WTA 250                     |         |
| WTA 125                     |         |

### Gra pojedyncza 8 (3–5)
| Końcowy wynik | Nr | Data                 | Turniej       | Nawierzchnia  | Przeciwniczka      | Wynik finału  |
| ------------- | -- | -------------------- | ------------- | ------------- | ------------------ | ------------- |
| Finalistka    | 1. | 23 października 2011 | Luksemburg    | Twarda (hala) | Wiktoryja Azaranka | 2:6, 2:6      |
| Finalistka    | 2. | 21 października 2012 | Luksemburg    | Twarda (hala) | Venus Williams     | 2:6, 3:6      |
| Zwyciężczyni  | 1. | 2 marca 2013         | Florianópolis | Twarda        | Olga Puczkowa      | 6:2, 4:6, 6:4 |
| Zwyciężczyni  | 2. | 20 września 2014     | Kanton        | Twarda        | Alizé Cornet       | 6:4, 6:0      |
| Finalistka    | 3. | 14 czerwca 2015      | Nottingham    | Trawiasta     | Ana Konjuh         | 6:1, 4:6, 2:6 |
| Finalistka    | 4. | 25 września 2016     | Seul          | Twarda        | Lara Arruabarrena  | 0:6, 6:2, 0:6 |
| Zwyciężczyni  | 3. | 22 października 2016 | Luksemburg    | Twarda (hala) | Petra Kvitová      | 6:4, 6:0      |
| Finalistka    | 5. | 14 stycznia 2017     | Hobart        | Twarda        | Elise Mertens      | 3:6, 1:6      |

### Gra podwójna 37 (12–25)
| Końcowy wynik | Nr  | Data                 | Turniej                  | Nawierzchnia  | Partnerka           | Przeciwniczki                            | Wynik finału         |
| ------------- | --- | -------------------- | ------------------------ | ------------- | ------------------- | ---------------------------------------- | -------------------- |
| Finalistka    | 1.  | 23 sierpnia 2008     | New Haven                | Twarda        | Sorana Cîrstea      | Květa Peschke Lisa Raymond               | 6:4, 5:7, 7–10       |
| Zwyciężczyni  | 1.  | 12 lipca 2009        | Budapeszt                | Ceglana       | Alisa Klejbanowa    | Alona Bondarenko Kateryna Bondarenko     | 6:4, 7:6(5)          |
| Finalistka    | 2.  | 2 sierpnia 2009      | Stanford                 | Twarda        | Chan Yung-jan       | Serena Williams Venus Williams           | 1:6, 4:6             |
| Finalistka    | 3.  | 17 stycznia 2010     | Hobart                   | Twarda        | Chan Yung-jan       | Květa Peschke Chuang Chia-jung           | 6:3, 3:6, 7–10       |
| Finalistka    | 4.  | 18 lipca 2010        | Praga                    | Ceglana       | Ágnes Szávay        | Timea Bacsinszky Tathiana Garbin         | 5:7, 6:7(4)          |
| Finalistka    | 5.  | 24 lipca 2011        | Baku                     | Twarda        | Galina Woskobojewa  | Marija Korytcewa Tacciana Puczak         | 3:6, 6:2, 8–10       |
| Zwyciężczyni  | 2.  | 14 stycznia 2012     | Hobart                   | Twarda        | Irina-Camelia Begu  | Chuang Chia-jung Marina Erakovic         | 6:7(4), 7:6(4), 10–5 |
| Finalistka    | 6.  | 22 września 2012     | Kanton                   | Twarda        | Jarmila Gajdošová   | Tamarine Tanasugarn Zhang Shuai          | 6:2, 2:6, 8–10       |
| Finalistka    | 7.  | 21 października 2012 | Luksemburg               | Twarda (hala) | Irina-Camelia Begu  | Andrea Hlaváčková Lucie Hradecká         | 3:6, 4:6             |
| Finalistka    | 8.  | 22 czerwca 2013      | Eastbourne               | Trawiasta     | Klára Zakopalová    | Nadieżda Pietrowa Katarina Srebotnik     | 3:6, 3:6             |
| Zwyciężczyni  | 3.  | 4 stycznia 2014      | Shenzhen                 | Twarda        | Klára Zakopalová    | Ludmyła Kiczenok Nadija Kiczenok         | 6:3, 6:4             |
| Zwyciężczyni  | 4.  | 11 stycznia 2014     | Hobart                   | Twarda        | Klára Zakopalová    | Lisa Raymond Zhang Shuai                 | 6:2, 6:7(5), 10–8    |
| Finalistka    | 9.  | 13 kwietnia 2014     | Katowice                 | Twarda (hala) | Klára Koukalová     | Julija Bejhelzimer Olha Sawczuk          | 4:6, 7:5, 7–10       |
| Finalistka    | 10. | 17 stycznia 2015     | Hobart                   | Twarda        | Witalija Djaczenko  | Kiki Bertens Johanna Larsson             | 5:7, 3:6             |
| Finalistka    | 11. | 3 października 2015  | Wuhan                    | Twarda        | Irina-Camelia Begu  | Martina Hingis Sania Mirza               | 2:6, 3:6             |
| Finalistka    | 12. | 23 października 2015 | Moskwa                   | Twarda (hala) | Irina-Camelia Begu  | Darja Kasatkina Jelena Wiesnina          | 3:6, 7:6(7), 5–10    |
| Zwyciężczyni  | 5.  | 9 stycznia 2016      | Shenzhen                 | Twarda        | Vania King          | Xu Yifan Zheng Saisai                    | 6:1, 6:4             |
| Zwyciężczyni  | 6.  | 23 lipca 2016        | Waszyngton               | Twarda        | Yanina Wickmayer    | Shūko Aoyama Risa Ozaki                  | 6:4, 6:3             |
| Finalistka    | 13. | 31 lipca 2016        | Montreal                 | Twarda        | Simona Halep        | Jekatierina Makarowa Jelena Wiesnina     | 3:6, 6:7(5)          |
| Zwyciężczyni  | 7.  | 27 sierpnia 2016     | New Haven                | Twarda        | Sania Mirza         | Kateryna Bondarenko Chuang Chia-jung     | 7:5, 6:4             |
| Finalistka    | 14. | 22 października 2016 | Luksemburg               | Twarda (hala) | Patricia Maria Țig  | Kiki Bertens Johanna Larsson             | 6:4, 5:7, 9–11       |
| Zwyciężczyni  | 8.  | 16 kwietnia 2017     | Biel                     | Twarda (hala) | Hsieh Su-wei        | Timea Bacsinszky Martina Hingis          | 5:7, 6:3, 10–7       |
| Finalistka    | 15. | 15 lipca 2017        | Wimbledon                | Trawiasta     | Chan Hao-ching      | Jekatierina Makarowa Jelena Wiesnina     | 0:6, 0:6             |
| Finalistka    | 16. | 19 sierpnia 2017     | Cincinnati               | Twarda        | Hsieh Su-wei        | Chan Yung-jan Martina Hingis             | 6:4, 4:6, 7–10       |
| Zwyciężczyni  | 9.  | 3 lutego 2019        | Hua Hin                  | Twarda        | Irina-Camelia Begu  | Anna Blinkowa Wang Yafan                 | 2:6, 6:1, 12–10      |
| Finalistka    | 17. | 23 sierpnia 2019     | Nowy Jork                | Twarda        | Margarita Gasparian | Darija Jurak María José Martínez Sánchez | 5:7, 6:2, 7–10       |
| Finalistka    | 18. | 16 sierpnia 2020     | Praga                    | Ceglana       | Raluca Olaru        | Lucie Hradecká Kristýna Plíšková         | 2:6, 2:6             |
| Finalistka    | 19. | 5 marca 2021         | Doha                     | Twarda        | Jeļena Ostapenko    | Nicole Melichar Demi Schuurs             | 2:6, 6:2, 8–10       |
| Zwyciężczyni  | 10. | 2 października 2021  | Nur-Sułtan               | Twarda (hala) | Anna-Lena Friedsam  | Angielina Gabujewa Anastasija Zacharowa  | 6:2, 4:6, 10–5       |
| Finalistka    | 20. | 20 maja 2022         | Rabat                    | Ceglana       | Aleksandra Panowa   | Eri Hozumi Makoto Ninomiya               | 7:6(7), 3:6, 8–10    |
| Finalistka    | 21. | 12 czerwca 2022      | Nottingham               | Trawiasta     | Caroline Dolehide   | Beatriz Haddad Maia Zhang Shuai          | 6:7(2), 3:6          |
| Finalistka    | 22. | 2 lipca 2023         | Bad Homburg vor der Höhe | Trawiasta     | Eri Hozumi          | Ingrid Gamarra Martins Lidzija Marozawa  | 0:6, 6:7(3)          |
| Finalistka    | 23. | 5 sierpnia 2023      | Waszyngton               | Twarda        | Alexa Guarachi      | Laura Siegemund Wiera Zwonariowa         | 4:6, 4:6             |
| Zwyciężczyni  | 11. | 25 maja 2024         | Strasburg                | Ceglana       | Cristina Bucșa      | Asia Muhammad Aldila Sutjiadi            | 3:6, 6:4, 10–6       |
| Zwyciężczyni  | 12. | 24 sierpnia 2024     | Monterrey                | Twarda        | Guo Hanyu           | Giuliana Olmos Aleksandra Panowa         | 3:6, 6:3, 10–4       |
| Finalistka    | 24. | 20 października 2024 | Osaka                    | Twarda        | Cristina Bucșa      | Ena Shibahara Laura Siegemund            | 6:3, 2:6, 2–10       |
| Finalistka    | 25. | 11 stycznia 2025     | Hobart                   | Twarda        | Fanny Stollár       | Jiang Xinyu Wu Fang-hsien                | 1:6, 6:7(6)          |

## Finały turniejów WTA 125

### Gra pojedyncza 1 (1–0)
| Końcowy wynik | Nr | Data              | Turniej | Nawierzchnia  | Przeciwniczka   | Wynik finału |
| ------------- | -- | ----------------- | ------- | ------------- | --------------- | ------------ |
| Zwyciężczyni  | 1. | 12 listopada 2017 | Limoges | Twarda (hala) | Antonia Lottner | 6:4, 6:2     |

### Gra podwójna 7 (4–3)
| Końcowy wynik | Nr | Data                | Turniej  | Nawierzchnia  | Partnerka           | Przeciwniczki                     | Wynik finału      |
| ------------- | -- | ------------------- | -------- | ------------- | ------------------- | --------------------------------- | ----------------- |
| Finalistka    | 1. | 12 grudnia 2021     | Angers   | Twarda (hala) | Wiera Zwonariowa    | Tereza Mihalíková Greet Minnen    | 6:4, 1:6, 8–10    |
| Zwyciężczyni  | 1. | 19 grudnia 2021     | Limoges  | Twarda (hala) | Wiera Zwonariowa    | Estelle Cascino Jessika Ponchet   | 6:4, 6:4          |
| Finalistka    | 2. | 23 lipca 2023       | Jassy    | Ceglana       | Irina Bara          | Veronika Erjavec Dalila Jakupović | 4:6, 4:6          |
| Zwyciężczyni  | 2. | 10 grudnia 2023     | Angers   | Twarda (hala) | Cristina Bucșa      | Anna Danilina Aleksandra Panowa   | 6:1, 6:3          |
| Finalistka    | 3. | 18 maja 2024        | Paryż    | Ceglana       | Zhu Lin             | Asia Muhammad Aldila Sutjiadi     | 6:7(3), 6:4, 9–11 |
| Zwyciężczyni  | 3. | 6 października 2024 | Hongkong | Twarda        | Elena-Gabriela Ruse | Nao Hibino Makoto Ninomiya        | 6:3, 5:7, 10–5    |
| Zwyciężczyni  | 4. | 8 grudnia 2024      | Angers   | Twarda (hala) | Elena-Gabriela Ruse | Belinda Bencic Céline Naef        | 6:3, 6:4          |

## Występy w igrzyskach olimpijskich

### Gra pojedyncza
| Runda                                                                            | Przeciwniczka                   | Wynik    |  |
| -------------------------------------------------------------------------------- | ------------------------------- | -------- |  |
|                                                                                  |                                 |          |  |
| Letnie Igrzyska Olimpijskie w Londynie 2012, reprezentując państwo Rumunia       |                                 |          |  |
| Wycofanie się z turnieju                                                         |                                 |          |  |
|                                                                                  |                                 |          |  |
| Letnie Igrzyska Olimpijskie w Rio de Janeiro 2016, reprezentując państwo Rumunia |                                 |          |  |
| I runda                                                                          | Paragwaj: Verónica Cepede Royg  | 6:2, 6:3 |  |
| II runda                                                                         | Rosja: Swietłana Kuzniecowa [8] | walkower |  |

### Gra podwójna
| Runda                                                                            | Partnerka               | Przeciwniczki                                       | Wynik                    |
| -------------------------------------------------------------------------------- | ----------------------- | --------------------------------------------------- | ------------------------ |
|                                                                                  |                         |                                                     |                          |
| Letnie Igrzyska Olimpijskie w Londynie 2012, reprezentując państwo Rumunia       |                         |                                                     |                          |
|                                                                                  | Irina-Camelia Begu      | Wycofanie się z turnieju                            | Wycofanie się z turnieju |
|                                                                                  |                         |                                                     |                          |
| Letnie Igrzyska Olimpijskie w Rio de Janeiro 2016, reprezentując państwo Rumunia |                         |                                                     |                          |
| I runda                                                                          | Irina-Camelia Begu      | Chińskie Tajpej: Chan Hao-ching / Chan Yung-jan [3] | 7:5, 4:6, 3:6            |
|                                                                                  |                         |                                                     |                          |
| Letnie Igrzyska Olimpijskie w Tokio 2020, reprezentując państwo Rumunia          |                         |                                                     |                          |
| I runda                                                                          | Raluca Olaru            | Chińskie Tajpej: Chan Hao-ching / Latisha Chan [5]  | 7:5, 1:6, 10–6           |
| II runda                                                                         | Raluca Olaru            | Australia: Ellen Perez / Samantha Stosur            | 6:7(3), 5:7              |
|                                                                                  |                         |                                                     |                          |
| Letnie Igrzyska Olimpijskie w Paryżu 2024, reprezentując państwo Rumunia         |                         |                                                     |                          |
| I runda                                                                          | Irina-Camelia Begu [PR] | Chińskie Tajpej: Hsieh Su-wei / Tsao Chia-yi        | 6:7(2), 5:7              |

## Finały juniorskich turniejów wielkoszlemowych

### Gra podwójna (3)
| Końcowy wynik | Rok  | Turniej   | Nawierzchnia | Partnerka       | Przeciwniczki                      | Wynik finału  |
| Finalistka    | 2004 | Wimbledon | Trawiasta    | Marina Erakovic | Wiktoryja Azaranka Wolha Hawarcowa | 4:6, 6:3, 4:6 |
| Finalistka    | 2004 | US Open   | Twarda       | Mădălina Gojnea | Marina Erakovic Michaëlla Krajicek | 6:7, 0:6      |
| Finalistka    | 2005 | Wimbledon | Trawiasta    | Marina Erakovic | Wiktoryja Azaranka Ágnes Szávay    | 7:6, 2:6, 0:6 |